# Loiri Porto San Paolo
Loiri Porto San Paolo település Olaszországban, Szardínia régióban, Olbia-Tempio megyében. Lakosainak száma 3679 fő (2023. január 1.). Loiri Porto San Paolo Monti, Olbia, Padru és San Teodoro községekkel határos.

## Népesség
A település lakossága az elmúlt években az alábbi módon változott:
| Lakosok száma | 3414 | 3489 | 3679 |
|               | 2017 | 2018 | 2023 |